# Tour Down Under 2019
21. edycja wyścigu Santos Tour Down Under, która odbyła się w dniach 15-20 stycznia 2019 roku. Trasa tego australijskiego, sześcioetapowego wyścigu liczyła 827,5 km. Jest to pierwszy wyścig w kalendarzu UCI World Tour 2019, najwyższej kategorii szosowych wyścigów kolarskich.

## Lista startowa
Na starcie tego wyścigu stanęło 19 ekip, osiemnaście drużyn należących do UCI WorldTeams i jeden zespół zaproszony przez organizatorów z tzw. "dziką kartą".
| Numery | Kod | Drużyna                                       |
| ------ | --- | --------------------------------------------- |
| 1-7    | MTS | Mitchelton-Scott                              |
| 11-17  | BOH | Bora-Hansgrohe                                |
| 21-27  | TFS | Trek-Segafredo                                |
| 31-37  | LTS | Lotto Soudal                                  |
| 41-47  | UAD | UAE Team Emirates                             |
| 51-57  | DDD | Dimension Data                                |
| 61-67  | TBM | Bahrain-Merida                                |
| 71-77  | EFD | Team EF Education First-Drapac p/b Cannondale |
| 81-87  | SUN | Team Sunweb                                   |

| Numery  | Kod | Drużyna               |
| ------- | --- | --------------------- |
| 91-97   | ALM | Ag2r-La Mondiale      |
| 101-107 | AST | Astana Pro Team       |
| 111-117 | KAT | Team Katusha-Alpecin  |
| 121-127 | FDJ | Groupama-FDJ          |
| 131-137 | MOV | Movistar Team         |
| 141-147 | DQT | Deceuninck-Quick Step |
| 151-157 | TLJ | Team Jumbo-Visma      |
| 161-167 | SKY | Team Sky              |
| 171-177 | CPT | CCC Team              |
| 181-187 | AUS | UniSA-Australia       |

## Etapy
| Etap | Data        | Start - meta                   | Typ         | Dystans (km) | Zwycięzca etapu  | Lider         |
| ---- | ----------- | ------------------------------ | ----------- | ------------ | ---------------- | ------------- |
| 1.   | 15 stycznia | North Adelaide - Port Adelaide | Płaski      | 129          | Elia Viviani     | Elia Viviani  |
| 2.   | 16 stycznia | Norwood - Angaston             | Płaski      | 122,1        | Patrick Bevin    | Patrick Bevin |
| 3.   | 17 stycznia | Lobethal - Uraidla             | Pagórkowaty | 146,2        | Peter Sagan      | Patrick Bevin |
| 4.   | 18 stycznia | Unley - Campbelltown           | Pagórkowaty | 129,2        | Daryl Impey      | Patrick Bevin |
| 5.   | 19 stycznia | Glenelg - Strathalbyn          | Pagórkowaty | 149,5        | Jasper Philipsen | Patrick Bevin |
| 6.   | 20 stycznia | McLaren Vale - Willunga Hill   | Pagórkowaty | 151,5        | Richie Porte     | Daryl Impey   |

### Etap 1 – 15.01: Adelaide > Adelaide – 129 km
| #    | Zawodnik          | Zespół | Czas       |
| ---- | ----------------- | ------ | ---------- |
| 1.   | Elia Viviani      | DQT    | 3h 19' 47" |
| 2.   | Max Walscheid     | SUN    | + 0"       |
| 3.   | Jakub Mareczko    | CPT    | + 0"       |
|      |                   |        |            |
| 33.  | Szymon Sajnok     | CPT    | + 0"       |
| 62.  | Łukasz Owsian     | CPT    | + 0"       |
| 122. | Tomasz Marczyński | LTS    | + 40"      |
| 126. | Maciej Bodnar     | BOH    | + 43"      |

| #    | Zawodnik          | Zespół | Czas       |
| ---- | ----------------- | ------ | ---------- |
| 1.   | Elia Viviani      | DQT    | 3h 19' 37" |
| 2.   | Max Walscheid     | SUN    | + 4"       |
| 3.   | Patrick Bevin     | CPT    | + 5"       |
|      |                   |        |            |
| 35.  | Szymon Sajnok     | CPT    | + 10"      |
| 64.  | Łukasz Owsian     | CPT    | + 10"      |
| 122. | Tomasz Marczyński | LTS    | + 50"      |
| 126. | Maciej Bodnar     | BOH    | + 53"      |

### Etap 2 – 16.01: Norwood > Angaston – 122,1 km
| #    | Zawodnik          | Zespół | Czas       |
| ---- | ----------------- | ------ | ---------- |
| 1.   | Patrick Bevin     | CPT    | 3h 14' 31" |
| 2.   | Caleb Ewan        | LTS    | + 0"       |
| 3.   | Peter Sagan       | BOH    | + 0"       |
|      |                   |        |            |
| 27.  | Łukasz Owsian     | CPT    | + 0"       |
| 66.  | Tomasz Marczyński | LTS    | + 0"       |
| 87.  | Szymon Sajnok     | CPT    | + 0"       |
| 125. | Maciej Bodnar     | BOH    | + 0"       |

| #    | Zawodnik          | Zespół | Czas       |
| ---- | ----------------- | ------ | ---------- |
| 1.   | Patrick Bevin     | CPT    | 6h 34' 03" |
| 2.   | Elia Viviani      | DQT    | + 5"       |
| 3.   | Caleb Ewan        | LTS    | + 9"       |
|      |                   |        |            |
| 42.  | Łukasz Owsian     | CPT    | + 15"      |
| 50.  | Szymon Sajnok     | CPT    | + 15"      |
| 122. | Tomasz Marczyński | LTS    | + 55"      |
| 126. | Maciej Bodnar     | BOH    | + 58"      |

### Etap 3 – 17.01: Lobethal > Uraidla – 146,2 km
| #    | Zawodnik          | Zespół | Czas       |
| ---- | ----------------- | ------ | ---------- |
| 1.   | Peter Sagan       | BOH    | 3h 46' 06" |
| 2.   | Luis León Sánchez | AST    | + 0"       |
| 3.   | Daryl Impey       | MTS    | + 0"       |
|      |                   |        |            |
| 71.  | Tomasz Marczyński | LTS    | + 4' 07"   |
| 81.  | Maciej Bodnar     | BOH    | + 7' 16"   |
| 110. | Łukasz Owsian     | CPT    | + 12' 30"  |
| 132. | Szymon Sajnok     | CPT    | + 20' 34"  |

| #    | Zawodnik          | Zespół | Czas        |
| ---- | ----------------- | ------ | ----------- |
| 1.   | Patrick Bevin     | CPT    | 10h 20' 09" |
| 2.   | Peter Sagan       | BOH    | + 1"        |
| 3.   | Luis León Sánchez | AST    | + 9"        |
|      |                   |        |             |
| 70.  | Tomasz Marczyński | LTS    | + 5' 02"    |
| 81.  | Maciej Bodnar     | BOH    | + 8' 14"    |
| 108. | Łukasz Owsian     | CPT    | + 12' 45"   |
| 132. | Szymon Sajnok     | CPT    | + 20' 49"   |

### Etap 4 – 18.01: Unley  > Campbelltown – 129,2 km
| #    | Zawodnik          | Zespół | Czas       |
| ---- | ----------------- | ------ | ---------- |
| 1.   | Daryl Impey       | MTS    | 3h 03' 27" |
| 2.   | Patrick Bevin     | CPT    | + 0"       |
| 3.   | Luis León Sánchez | AST    | + 0"       |
|      |                   |        |            |
| 52.  | Tomasz Marczyński | LTS    | + 1' 25"   |
| 76.  | Łukasz Owsian     | CPT    | + 4' 04"   |
| 98.  | Maciej Bodnar     | BOH    | + 5' 36"   |
| 131. | Szymon Sajnok     | CPT    | + 8' 47"   |

| #    | Zawodnik          | Zespół | Czas        |
| ---- | ----------------- | ------ | ----------- |
| 1.   | Patrick Bevin     | CPT    | 13h 23' 30" |
| 2.   | Daryl Impey       | MTS    | + 7"        |
| 3.   | Luis León Sánchez | AST    | + 11"       |
|      |                   |        |             |
| 60.  | Tomasz Marczyński | LTS    | + 6' 33"    |
| 88.  | Maciej Bodnar     | BOH    | + 13' 56"   |
| 102. | Łukasz Owsian     | CPT    | + 16' 55"   |
| 132. | Szymon Sajnok     | CPT    | + 29' 42"   |

### Etap 5 – 19.01: Glenelg > Strathalbyn – 149,5 km
| #    | Zawodnik          | Zespół | Czas       |
| ---- | ----------------- | ------ | ---------- |
| 1.   | Jasper Philipsen  | UAD    | 3h 37' 00" |
| 2.   | Peter Sagan       | BOH    | + 0"       |
| 3.   | Danny van Poppel  | TLJ    | + 0"       |
|      |                   |        |            |
| 88.  | Tomasz Marczyński | LTS    | + 24"      |
| 100. | Maciej Bodnar     | BOH    | + 54"      |
| 116. | Łukasz Owsian     | CPT    | + 2' 14"   |
| 122. | Szymon Sajnok     | CPT    | + 4' 33"   |

| #    | Zawodnik          | Zespół | Czas        |
| ---- | ----------------- | ------ | ----------- |
| 1.   | Patrick Bevin     | CPT    | 17h 00' 25" |
| 2.   | Daryl Impey       | MTS    | + 7"        |
| 3.   | Luis León Sánchez | AST    | + 16"       |
|      |                   |        |             |
| 58.  | Tomasz Marczyński | LTS    | + 7' 02"    |
| 87.  | Maciej Bodnar     | BOH    | + 14' 55"   |
| 107. | Łukasz Owsian     | CPT    | + 19' 14"   |
| 131. | Szymon Sajnok     | CPT    | + 34' 20"   |

### Etap 6 – 20.01: McLaren Vale > Willunga Hill – 151,5 km
| #    | Zawodnik          | Zespół | Czas       |
| ---- | ----------------- | ------ | ---------- |
| 1.   | Richie Porte      | TFS    | 3h 30' 14" |
| 2.   | Wout Poels        | SKY    | + 0"       |
| 3.   | Daryl Impey       | MTS    | + 0"       |
|      |                   |        |            |
| 47.  | Tomasz Marczyński | LTS    | + 2' 56"   |
| 76.  | Łukasz Owsian     | CPT    | + 5' 41"   |
| 108. | Maciej Bodnar     | BOH    | + 9' 41"   |
| 125. | Szymon Sajnok     | CPT    | + 13' 41"  |

| #    | Zawodnik          | Zespół | Czas        |
| ---- | ----------------- | ------ | ----------- |
| 1.   | Daryl Impey       | MTS    | 20h 30' 42" |
| 2.   | Richie Porte      | TFS    | + 13"       |
| 3.   | Wout Poels        | SKY    | + 17"       |
|      |                   |        |             |
| 54.  | Tomasz Marczyński | LTS    | + 9' 55"    |
| 97.  | Maciej Bodnar     | BOH    | + 24' 33"   |
| 98.  | Łukasz Owsian     | CPT    | + 24' 52"   |
| 129. | Szymon Sajnok     | CPT    | + 47' 58"   |

## Liderzy klasyfikacji po etapach
| Etap                 | Zwycięzca            | Klasyfikacja generalna | Klasyfikacja górska | Klasyfikacja sprinterska | Klasyfikacja młodzieżowa | Klasyfikacja drużynowa | Klasyfikacja najaktywniejszych |
| -------------------- | -------------------- | ---------------------- | ------------------- | ------------------------ | ------------------------ | ---------------------- | ------------------------------ |
| 1                    | Elia Viviani         | Elia Viviani           | Jason Lea           | Elia Viviani             | Jakub Mareczko           | UAE Team Emirates      | Patrick Bevin                  |
| 2                    | Patrick Bevin        | Patrick Bevin          | Jason Lea           | Elia Viviani             | Caleb Ewan               | UAE Team Emirates      | Matthieu Ladagnous             |
| 3                    | Peter Sagan          | Patrick Bevin          | Jason Lea           | Peter Sagan              | Michael Storer           | UAE Team Emirates      | Manuele Boaro                  |
| 4                    | Daryl Impey          | Patrick Bevin          | Jason Lea           | Patrick Bevin            | Chris Hamilton           | UAE Team Emirates      | Thomas De Gendt                |
| 5                    | Jasper Philipsen     | Patrick Bevin          | Jason Lea           | Patrick Bevin            | Ryan Gibbons             | UAE Team Emirates      | Matthieu Ladagnous             |
| 6                    | Richie Porte         | Daryl Impey            | Jason Lea           | Patrick Bevin            | Chris Hamilton           | UAE Team Emirates      | Danny van Poppel               |
| Klasyfikacja końcowa | Klasyfikacja końcowa | Daryl Impey            | Jason Lea           | Patrick Bevin            | Chris Hamilton           | UAE Team Emirates      | -                              |

## Klasyfikacja generalna
| M-ce | Zawodnik          | Zespół                                        | Czas        |
| ---- | ----------------- | --------------------------------------------- | ----------- |
| 1.   | Daryl Impey       | Mitchelton-Scott                              | 20h 30' 42" |
| 2.   | Richie Porte      | Trek-Segafredo                                | + 13"       |
| 3.   | Wout Poels        | Team Sky                                      | + 17"       |
| 4.   | Luis León Sánchez | Astana Pro Team                               | + 19"       |
| 5.   | Rohan Dennis      | Bahrain-Merida                                | + 26"       |
| 6.   | Chris Hamilton    | Team Sunweb                                   | + 33"       |
| 7.   | Michael Woods     | Team EF Education First-Drapac p/b Cannondale | + 38"       |
| 8.   | Ruben Guerreiro   | Team Katusha-Alpecin                          | + 40"       |
| 9.   | Diego Ulissi      | UAE Team Emirates                             | + 40"       |
| 10.  | Dries Devenyns    | Deceuninck-Quick Step                         | + 40"       |
|      |                   |                                               |             |
| 54.  | Tomasz Marczyński | Lotto Soudal                                  | + 9' 55"    |
| 97.  | Maciej Bodnar     | Bora-Hansgrohe                                | + 24' 33"   |
| 98.  | Łukasz Owsian     | CCC Team                                      | + 24' 52"   |
| 129. | Szymon Sajnok     | CCC Team                                      | + 47' 58"   |